# 小林公三
小林 公三（こばやし こうぞう、1937年1月3日 - ）は、日本の物理学者。専門は量子力学。
広島県生まれ。1961年3月埼玉大学文理学部卒業。1966年3月東京工業大学大学院理学研究科博士後期課程修了。理学博士（東京工業大学）。
1966年4月埼玉大学理工学部物理学科助手。その後、同助教授を経て、埼玉大学理学部教授。2002年に定年退官した。

## 著書
- 『表現と表示』、日本評論社
- 『量子力学の物理数学』、日本評論社、1996年
- 『副読 力学』、埼玉大学出版会、幹書房、2004年